# Spinder
Spinder  is een jeugdboek geschreven door Simon van der Geest, met illustraties van Karst-Janneke Rogaar. Het boek is verschenen in december 2012 en won de Gouden Griffel, de Jan Wolkers Prijs en de Kinder- en Jeugdjury Vlaanderen.

## Het verhaal
Dit boek gaat over Hidde, de ik-persoon. Hij heeft een insectenverzameling in de kelder waarvan zijn moeder het bestaan niet weet. Hij heeft een oudere broer, Jeppe. Een andere broer is eerder overleden. Hun vader heeft het gezin verlaten. Hidde en zijn broer Jeppe hebben een geheim: Jeppe heeft namelijk de andere broer opgesloten in de kelder toen hij boos was. In de kelder krijgt de broer een aanval en overlijdt. Jeppe heeft toen de kelder aan Hidde gegeven om het geheim te bewaren en nu wil hij opeens de kelder hebben voor zijn bandje. Hidde vindt dit natuurlijk niet leuk en probeert hem tegen te houden. Dat lukt niet. Jeppe sluit Hidde op in de kelder. Later krijgt Hidde hulp van de buurjongen. Hij komt binnen in de kelder, maar dan komt Jeppe eraan en hij sluit ze allebei op. Hidde en de buurjongen laten Jeppe struikelen als hij weer binnenkomt. Hij raakt gewond en wordt naar het ziekenhuis gebracht. Hun moeder wil maar niet geloven dat Jeppe en Hidde dit gedaan hebben. Aan het eind laat Hidde zijn insecten vrij.